# پاسکواله د سارلو
پاسکواله د سارلو (انگلیسی: Pasquale De Sarlo؛ زادهٔ ۶ مهٔ ۱۹۹۹) بازیکن فوتبال اهل ایتالیا است.